# ビン・カシワ
ビン・カシワ/ビンカシワ（英語表記：Bin Kashiwa、本名：柏崎 敏一、1944年5月15日 - 2023年9月6日）は、日本の画家。ホテルマンから、アンリ・ルソーの世界に心魅かれ、突如画家への道を歩み始め、パリ、モンマルトルの丘で観光客相手に描きつづけた。古き佳き時代の“パリの通り”、イマジネーションの世界“パラダイス”人間の愛を基本に“ファミリー”のシリーズと、その描くメルヘンの世界は、多くの人たちの心をとらえて離さない。

## 経歴
1944年、樺太で父留吉、母ヨシの間に生まれ、両親の故郷秋田に引き揚げた後、釧路へ移った。旧旭小、共栄中、釧路商業高で学んだが、子供の頃は特別絵に力を入れてはいなかったという。高校卒業後は釧路市内の自動車販売会社で営業マンとして働いたが、「釧路は何もない。つまらない」との思いから上京。役者やウエーターなどさまざまな仕事を経験したが、勤めていたホテルの研修でデンマークに派遣されたままヨーロッパにとどまった。
転機となったのは1971年の夏、観光で訪れたパリで盗難に遭ったこと。生活資金を稼ぐために描き始めた絵が次第に売れるようになり、やがてナイーフ派の画家として認められ、15年間パリに滞在し、世界各地で個展を開催するまでになる。
日本でもNHK「フランス語講座」のテキストの表紙に採用されたことで人気を集め、企業のポスター原画制作などの仕事も増えた。
売れっ子作家となったビン・カシワだったが、ある時、ふっと故郷釧路や両親への思いが強くなり、無性に帰りたくなったという。そして1984年に帰国し、釧路市内に自宅兼アトリエを構えた。それからは道東の三つの観光協会が共同で制作したポスターや、釧路市の合併を記念した「ニュー・パラダイス・クシロ」など、釧路や道内の絵を手掛けることも多くなった。

## エピソード
- パリの画家時代、ビン・カシワはヒロ・ヤマガタとモンマルトルの丘で出会い、既に有名だったビン・カシワにヒロ・ヤマガタから話しかけ、絵のアドバイスを求めたという。そのため、ビン・カシワとヒロ・ヤマガタの絵は、特に1970年代頃の画風が酷似しており、ビン・カシワは、ヒロ・ヤマガタの師匠であるとされている[2]。

- 国内外でビン・カシワの熱烈なコレクターがおり、栃木県のホテルである那須サンバレーホテルのサンバレー美術館では、原画とリトグラフの約200点の作品を所蔵しており[3]、イタリア・ミラノのレペット・フォンタネラは約50点の作品を所蔵している[4]。
- ビン・カシワの晩年の趣味はマラソンで、個人ブログ「ビンカシワの日常」ではマラソンの活動報告が頻繁にされていた。
- ビン・カシワの没後は、息子である柏﨑晃氏がビン・カシワのFacebookやブログの管理・更新を行い、柏﨑晃氏自らが立ち上げたサイト「ビンカシワの世界」にて作品の紹介やビン・カシワの生前作品の販売を行っている。
- 現在も営業をしている北海道釧路市にある喫茶店「詩瑠絵燈（シルエット）」は、ビン・カシワがオーナーの店として経営しており、店内にはビン・カシワの作品が数多く飾られている。

## 主な受賞歴
- 釧路市文化賞（2024年）[5]

## 主な著書
- 単著『ビン・カシワの世界』 (日本放送出版協会、1988年)

## 主な個展・画歴
１９７３年　フィデリティー・ワールドアート（イリノイ・アメリカ）
１９７４年　フリッツ・アーネストスタジオ（チューリッヒ・スイス）
１９７５年　ピンチペニーギャラリーズ（ニューヨーク）
１９７６年　アニタゴードンアートコレクション（モントリオール・カナダ）
１９７７年　ギャラリー・アラマヨ（ウルグアイ）
１９７８・７９年　ギャラリープロパンズ（サンプロパンス・フランス）
１９８６年　国鉄「愛の国から幸福へ」さよなら記念切符原画製作
１９８７年　広尾サンタランドポスター、十勝海洋博ポスター原画製作
　　　　　　帯広グリーンフロンティアフェスティバル、ギネス版「世界一の大きな絵」原画製作
　　　　　　’８７ニューヨークアートエキスポ招待出展
１９８８年　画集「ビン・カシワの世界」刊行（日本放送出版協会）
１９８８年 日本巡回展（財団法人ＮＨＫサービスセンター主催）スタート
１９８９年　新宿伊勢丹、クリスマス（ナイーフクリスマス）全館ディスプレー製作
　　　　　　大阪・大丸、福岡・岩田屋、新潟・西武、新宿伊勢丹等の各美術館、
　　　　　　ＮＨＫ主催巡回展
１９９０年　フランス政府年賀製作
１９９１年　日本石油（株）カレンダー（お祭りシリーズ）製作
１９９２年　バルセロナオリンピック・ガウディーシリーズ製作
１９９３年　札幌三越「ビン・カシワの世界展」開催
１９９４年　札幌雪まつり・千歳ターミナルにおいて展覧会を開催
１９９５年　新宿京王プラザにてトリビューアート展を開催
１９９６年　広島そごう・渋谷東武（ビン・カシワのアニマルランド展）
１９９７年　三越鹿児島、小田急新宿（ビン・カシワの世界展）
１９９８年　恵比寿三越（サンタが町にやってくる）、札幌三越（ビン・カシワの世界展）
１９９９年　銀座三越、松山三越、札幌三越
２０００年　クリスタルカレンダー、オリジナルファッション時計製作
２００３年　北海道を中心に「ビン・カシワの世界展」開催
２００５年　釧路市合併記念原画「ニューパラダイス・くしろ」作製
２０１１年　ご当地ナナコカード釧路市版「幣舞橋と夕日」提供